# The Kid Laroi
Charlton Kenneth Jeffrey Howard (Sydney, 17. kolovoza 2003.), poznatiji pod umjetničkim imenom The Kid Laroi (stilizirano the Kid LAROI), australski je pjevač, reper i tekstopisac.
Prvotno je stekao popularnost zbog prijateljstva i druženja s američkim reperom Juiceom Wrldom dok je on bio na turnejama u Australiji u 2018. i 2019. Stekao je brojne obožavatelje u rodnoj zemlji još i prije nego što će potpisati partnerski ugovor s menadžerom produkcije Grade A - Lil Bibby-ja, pod Columbia Recordsom.
Svjetsku pozornost po prvi puta je privukao pjesmom "Let Her Go" 2019. objavljenom na YouTube kanalu Lyrical Lemonade. Njegovom zajedničkom suradnjom s Juiceom Wrldom pod nazivom "GO" debitirao je na 52. mjestu američke glazbene ljestvice Billboard Hot 100. Njegov debitantski miksani album, F*ck Love (2020.), bio je na prvom mjestu australske ARIA ljestvice, što ga čini najmlađim australskim solo umjetnikom ikada koji je dostigao prvo mjesto ljestvice, a također je dostigao prvo mjesto i na Billboard 200. Proslavio se singlom "Without You", kao i s remixom istog s Miley Cyrus te zajedničkim suradnjama "Unstable" i "Stay" s Justinom Bieberom, s kojima je dosegnuo prvih deset mjesta na Billboard Hot 100, a "Stay" je bila na samom vrhu čak sedam tjedana zaredom. U studenome 2023. godine objavio je svoj prvi studijski album The First Time.

## Rani život i odrastanje
Charlton Kenneth Jeffrey Howard rođen je 17. kolovoza 2003. godine u Waterloou u Novom Južnom Walesu, u južnom dijelu grada Sydneya. Ima tri godine mlađeg brata, Austina. Njegov otac, Nick Howard, glazbeni je producent i inženjer zvuka koji je radio s australskim zvijezdama kao što su Bardot i Delta Goodrem. Majka Sloane bila je "talent" menadžerica, osnivačica diskografske kuće i glazbena izvršna direktorica aboridžinskog podrijetla koja je nekoć vodila pobjednika reality-ja Popstarsa Scotta Caina.
Howardov pra-pradjed s majčine strane bio je dio "ukradene" (eng. stolen) generacije djece aboridžinskog podrijetla; preko ovog pretka on je Gamilaraay (ili Kamilaroi), od čega je izveo svoje umjetničko ime "Laroi".
Za glazbu se počeo zanimati kada mu je majka puštala poznate hip-hop izvođače poput Fugeesa, Tupaca Shakura, Lil Waynea i Kanyea Westa. Posebno ga je oduševio Westov album 808s & Heartbreak, a upravo ga je "potaknuo da i sam koristi auto-tune kao glazbenik jednog dana".
Njegov otac nije bio dosljedna uloga u njegovu životu i njegov je ujak kao rezultat toga postao njegova očinska figura. Godine 2015. ujak mu je bio ubijen. Howard mu stoga pripisuje svoje nadahnuće da "izbjegne njegovu sudbinu i učini ga ponosnim". Od kada su mu se roditelji rastavili kada je imao četiri godine, opisuje kako mu je "odrastanje postalo kaotičnije". Jednom je rekao da je njegova majka ponekad "prodavala drogu kako bi preživjela". U dobi od sedam godina preselio se u ruralni gradić Broken Hill u Novom Južnom Walesu i u to vrijeme živio s majkom, bratom te bakom i djedom. Pohađao je privatnu školu, Sacred Heart Parish School, gdje je osvojio nagradu za govorništvo. Nakon što je napustio Broken Hill, neko je vrijeme pohađao drugu privatnu školu, Sacred Heart College u Adelaideu, sve dok zbog maltretiranja od strane drugih učenika njegova majka to više nije mogla priuštiti; ponovno su se vratili u Sydney 2017.
U Sydneyu je Howard pohađao Australsku gimnaziju izvedbenih umjetnosti uz stipendiju, ali je odustao sredinom devetog razreda kako bi nastavio svoju međunarodnu karijeru. Tijekom tog razdoblja njegova je obitelj živjela u zgradi "stambene komisije" u Redfernu, a on je lutao po domovima obiteljskih prijatelja. U intervjuu iz 2021. objasnio je da mu je majka u to vrijeme bila najbolja prijateljica te joj je želio pomoći u teškoj financijskoj situaciji, pa je tako našao privremeni posao u voćarnici.
Godine 2019. hip-hop podcast No Jumper snimio je dokumentarac o Howardu i njegovim prijateljima u Redfernu, a to područje su opisali kao "geto". On je detaljno opisao kako se "trudio postati veliko ime izvan Australije 'izgradnjom' međunarodnih odnosa" i izjavio: "Otišao bih i čekao ispred hotelskih soba velike umjetnike koji su dolazili u grad. Pokušao bih puštati svoju glazbu i pronaći različite načine da ih upoznam iza pozornice." Njegova se taktika isplatila kada je poslao prijateljicu "na misiju" da pušta njegovu glazbu reperu Swae Leeju u hotelu. I uspjelo je: upoznao je Swae Leeja i kasnije i sam surađivao s njim.

## Stil i osobnost

### Modni stil
Moda je bila veliki dio Howardove transformacije od stanovnika Redferna do međunarodne zvijezde. Za Spout Podcast objasnio da u Australiji nije imao puno novca i da je uglavnom nosio trenirke. Otkako se preselio u Kaliforniju, stil mu se uvelike prebacio na vrhunske dizajnere kao što su Celine, Louis Vuitton, Comme des Garçons te je postao poznat po svojim pletenim džemperima. Howard se pojavio u stilskim uvodnicima za časopise kao što je Flaunt i bio je na naslovnici časopisa Wonderland u jesen 2021.

### Naglasak
Howardov naglasak i česta upotreba američkih kolokvijalizama često su dovođeni u pitanje s obzirom na to da u Sjedinjenim Državama živi tek od 2019. godine. U intervjuu sa Zachom Sangom, objasnio je da ima mnogo prijatelja iz Chicaga i da bi se razumio često mijenja fraze i prilagođava ih jer oni ne razumiju mnoge australske riječi.

## Osobni život
Od 2020. Howard živi u Los Angelesu s majkom, mlađim bratom i ocem Nickom. Howard sebe vidi kao "ambasadora" Australije i rekao je Triple J-u da želi učiniti za Australiju ono što je Drake učinio da postavi Toronto i Kanadu na kartu.
Od srpnja 2020. do 2023. bio je u vezi s modelom i internet osobom Katarinom Deme.
U kolovozu 2021. u objavi na Instagramu objavio je da se oporavlja od COVID-a 19 te da je tjedan dana bio u izolaciji. Objava je bila dostupna kratko vrijeme, prije nego što je uređena kako bi se uklonila ta informacija, a tweetao je video u kojem je izjavio da je u karanteni sa svojom djevojkom jer su oboje imali virus. Kasnije je objavio kako se oporavio.

## Turneje
- The End of the World Tour (2022.)
- Bleed For You Tour (2023.)

## Diskografija

### Miksani albumi
- F*ck Love (2020.)
  - F*ck Love (Savage) (2020.)
  - F*ck Love 3: Over You (2021.)

### Studijski albumi
- The First Time (2023.)

## Vanjske poveznice
- The Kid Laroi: Billboard
- The Kid Laroi: AllMusic